# Talange
 Talange  es una población y comuna francesa, en la región de Lorena, departamento de Mosela, en el distrito de Metz-Campagne y cantón de Maizières-lès-Metz.

## Demografía
| 5246 | 6985 | 8176 | 8325 | 7755 | 7782 |
| Para los censos de 1962 a 1999 la población legal corresponde a la población sin duplicidades (Fuente: INSEE [Consultar]) |      |      |      |      |      |